# Marienkapelle (Frauenthal)

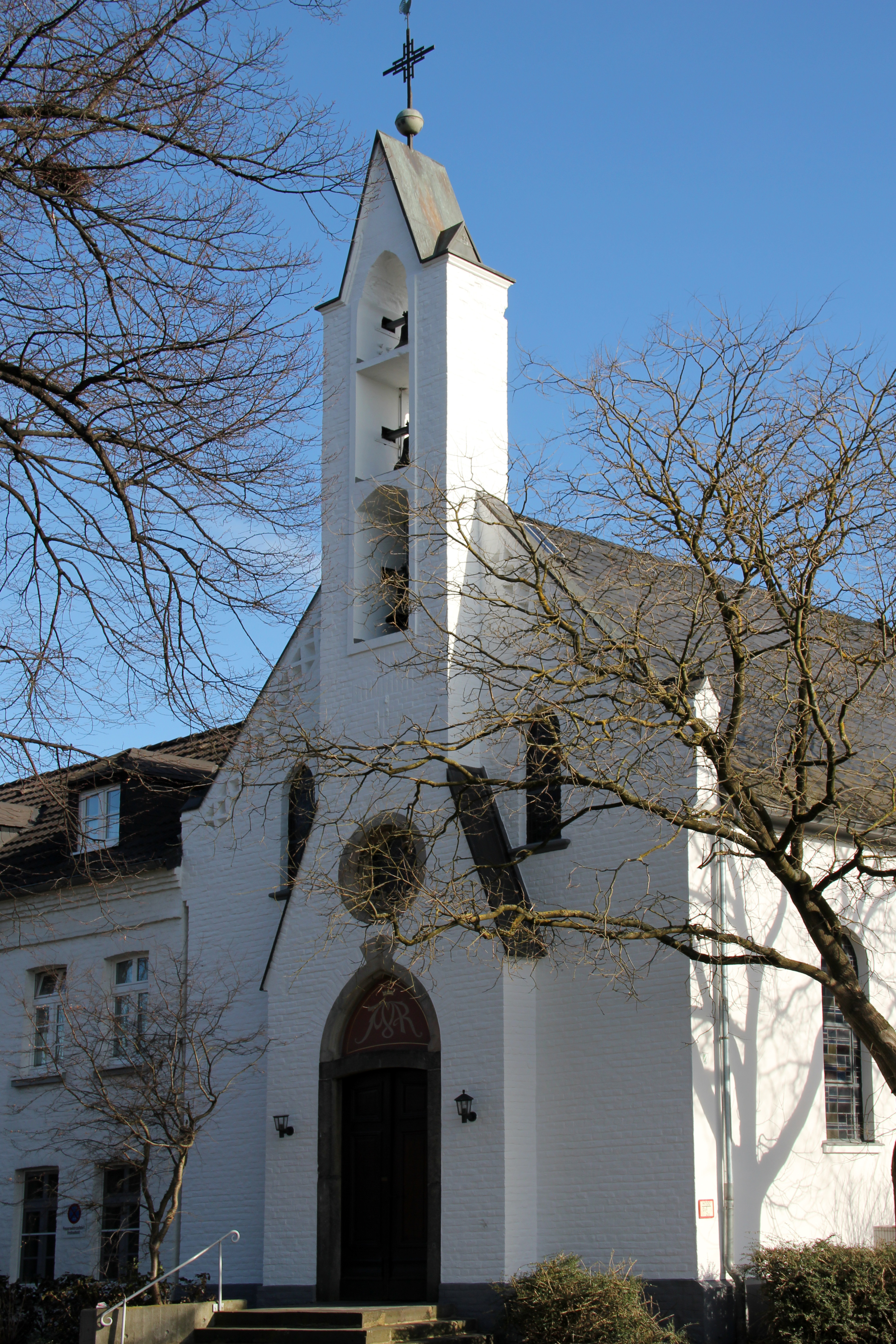
Marienkapelle Frauenthal

Die Marienkapelle Frauenthal im heutigen Stadtteil Frauenthal der Stadt Erftstadt hat ihren Ursprung als kleines Gotteshaus einer Klosteranlage, die an dieser Stelle im Mittelalter durch eine Ordensgemeinschaft errichtet wurde.

## Geschichte

### Ersterwähnung als Kloster Marienthal
Der möglicherweise schon im 12. Jahrhundert entstandene Konvent lag in der Nähe der alten Römerstraße Trier–Köln, heute Agrippa-Straße Köln–Trier und wurde unter der Bezeichnung „Kloster Marienthal“ erstmals im Jahr 1220 in einer Urkunde des Kölner Stiftes St. Aposteln erwähnt. Der Eintrag in der Schreinsakte (7 III 10. 11) registrierte die Übergabe eines zum Besitz des Stiftes gehörenden Hauses mit Grundstück (bei der Kapelle St. Reinold am Marsilstein) an das Kloster Marienthal, die dieses in Erbleihe vergab.

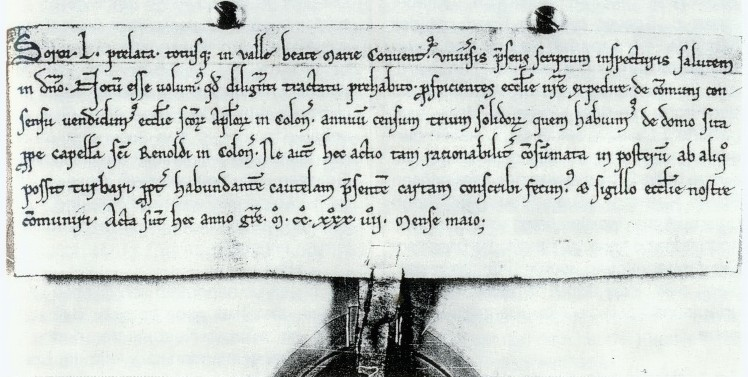
Urkunde St. Aposteln, 1234

Eine Urkunde vom Mai 1234 bestätigt den Namen „Marienthal“ erneut, es ist die Bezeichnung, aus der sich auch der spätere Ortsname Frauenthal entwickelte. In der gesiegelten Urkunde übertrugen die Vorsteherin („Praelata“) und ihr Konvent in Marienthal, „in valle beatae Mariae“, dem Stift St. Aposteln eine Rente.

#### Klostersiegel
Das Siegel des Klosters zeigt eine auf einer Steinbank sitzende Maria, die dem segnenden Jesuskind, das in seiner rechten Hand ein Lilienzepter hält, auf dem Schoß. Den Hintergrund bilden Rauten mit kleinen Kreuzen. Die Umschrift des Siegels (gealterte Buchstaben wurden durch Fachleute in Klammern gesetzt) verweist auf das Gotteshaus des Klosters. Der rekonstruierte Text lautet: „(SIG)ILLVM ECCL(ESIE) VALLIS (SAN)TE MARIE VIRGIN(IS)“

### Wandel der Ortsbezeichnung
Im Jahre 1276 erschien das Kloster bereits mit der Bezeichnung „vrouwendale“ (Frauenthal), als Beatrix von Gymnich, die Witwe Johanns von Kerpen mit ihrem Bruder Wenemar von Gymnich (Gimmenich) Absprachen über ihre Besitzungen traf. Beatrix erhielt Buschfeld und andere Besitzungen, Wenemar, der die hinterlassenen Schulden seines Schwagers übernahm, die Burg Kerpen sowie eine Erbrente von 30 Mark, die unter bestimmten Bedingungen (Tod der Kinder) als Messstiftung an das Kloster Frauenthal („claustro van Unservrouwendale“) fallen sollte.

### Bezeichnung als Zisterzienserinnenkloster
Im Jahre 1282 übertrugen Äbtissin und Konvent des Zisterzienserinnenklosters „vrowendale“ (Frauenthal) Erbzins von einer Mark gegen Entgelt dem „Heilig Geisthaus“, einem Armenhospital in Köln. Diese Urkunde war mit dem Siegel der Äbtissin versehen.

#### Besitzungen
Auch im 14. Jahrhundert blieb das Kloster Frauenthal durch vielfältige Transaktionen im Immobilienbereich belegt, aber auch der Erwerb und Verkauf von Erbrenten, Verpfändungen oder die Erwähnung des Landbesitzes wurden aktenkundig. So wurde beispielsweise 1318 die an das Kloster Frauenthal verpfändete Bliesheimer Mühle durch einen Kanoniker von St. Mariengraden wieder eingelöst oder die 1333 beurkundete Verpachtung in Dirmerzheim und der Besitz der Ländereien und Benden am Mühlenbach in Liblar, neben den Besitzungen des Hermann von Goch gelegen, die für 1396 beurkundet wurden. Auch im 15. Jahrhundert wurden, so 1422 und 1442, weitere Ländereien und Benden des Klosters angeführt.

### Ende des Frauenthaler Ordens
Trotz der beträchtlichen Größe des Klosterbesitzes wurde die Anlage im Jahre 1449 als verlassen beschrieben (wahrscheinlich nach einem Brand), sodass sie von dem Generalkapitel des Ordens in Cîteaux aufgelöst wurde und die Besitzungen dem Kloster Walberberg übertragen wurden.
Diesem Vorgehen versagte Erzbischof Dietrich von Moers seine Zustimmung und übertrug 1450 als Landesherr die Besitzungen des Klosters in Frauenthal dem Birgittenkloster Marienforst bei Godesberg.
Kirche und Ländereien blieben nach einem Vergleich mit der Ordensleitung in Walberberg ab 1459 im Besitz des Marienforster Ordenshauses, in dem sie bis zu Säkularisation im Jahr 1802 verblieben.

### Die Marienkapelle unter Kloster Marienforst
Unterhalt durch Stiftungen
Auch in der Neuzeit kam es unter der Verwaltung des Marienforster Ordens nicht zu einer Wiederbelebung des Frauenthaler Konventes. Die Klosterkirche dagegen, die aufgrund ihrer besonderen Ausstattung zu einem beliebten Ziel von Wallfahrern geworden war, blieb jedoch erhalten. In dieser fanden nun auch regelmäßig Gottesdienste statt, wobei der Unterhalt für Kapelle und Priester in der Regel durch Stiftungen und kleinere Spenden finanziert wurde. So hatte zum Beispiel der Prior von Kloster Bottenbroich (oder sein Vertreter) nach einer Messstiftung des Jahres 1530, die Margarethe von Buschfeld, die Witwe Arnolds von Gymnich dotierte, für eine Erbrente von vier rheinischen Gulden jeden Samstag in Frauenthal die Messfeiern für die Verstorbenen dieser Familien zu halten. Die Verpflichtung übernahm der Kierdorfer Pfarrer, ein Konventuale aus Bottenbroich.
Kriegsschäden und Sanierungen
Klosterhof und Kirche zu Frauenthal wurden 1586 während des Truchsessischen Krieges von niederländischen Söldnern in Brand gesteckt und erlitten schwere Schäden, die über Jahre nicht behoben wurden. Im Jahre 1603 bemühten sich der Speyerer Domdechant Adolph Wolff von Metternich zur Gracht (1553–1619) und sein Bruder Hermann Wolff Metternich, Amtmann zu Lechenich, mit dem Einverständnis der Eigentümerin in Marienforst um den Wiederaufbau. Vordringlich war es, den abgebrannten Dachstuhl zu ersetzen und die Kapelle soweit herzurichten, damit in ihr wieder Gottesdienste und Andachten gehalten werden konnten.
Koadjutor Ferdinand, der spätere Kölner Kurfürst und Erzbischof, erlaubte den Brüdern (Metternich) eine Sammlung abzuhalten, die zur weiteren Finanzierung der Kapellensanierung verwandt werden sollte, zu der er persönlich finanzielle Mittel bereitstellte. Die Kapelle erhielt damals eine neue, gewölbte Holzdecke und ein schiefergedecktes Dach, die Kirche selbst wurde jedoch aus Kostengründen in ihrer Gesamtgröße um ein Drittel verkleinert.
Nach der Restaurierung wurde die steinerne wundertätige Statue „Unserer lieben Frau“ der Kapelle erneut der Anziehungspunkt vieler Wallfahrer, die sich auf den Weg zur Verehrung nach Frauenthal begaben.
Zur Ausstattung der Kirche stiftete Adolf Wolff Metternich einen dann der Jungfrau Maria in Frauenthal geweihten goldenen Messkelch. Der Kelch erhielt in Großbuchstaben folgende Gravuren „Adolff Wolff genant Metternich Domdechant zu Speir dedicabat beatissimae Virgini Mariae in Frawendal 1609“ und als zusätzliche Verzierung die Wappen Wolff und Buschfeld.
Verfall und erneute Sanierung
In den folgenden Jahrzehnten scheint wenig für die Unterhaltung der Kapelle geschehen zu sein. Im Jahre 1764 wurde die Kapelle, die wegen der „miraculösen Statue“ noch immer regen Besuch durch Gläubige erfuhr, als so ruinös beschrieben, dass ein ungefährdeter Betrieb nicht mehr stattfinden konnte. Graf Hugo von der Leyen, der Erbe des Hauses Buschfeld, erlaubte dem Kloster Marienforst zur Ausbesserung des Bauwerks, Abbruchziegel des alten Hauses zu Buschfeld zu verwenden.
In der nach der Restaurierung aus Ziegelmauerwerk errichteten Kapelle wurden nun zusätzlich an Sonn- und Feiertagen Gottesdienstfeiern aufgenommenen, zu deren Durchführung der zuständige Weihbischof Franz Kaspar von Franken-Siersdorf dem Marienforster Prior die Genehmigung erteilte.
In der Säkularisation wurde der Klosterhof 1802 als geistlicher Besitz enteignet und durch den Konsul Napoléon Bonaparte seiner Stiftung der Ehrenlegion zugesprochen. 1809 wurde der gesamte Klosterkomplex dann einschließlich der Kapelle für 14360 Francs verkauft. Die Marienstatue ist seitdem verschollen.

### Stiftungen Münch
Kapelle als Privatbesitz

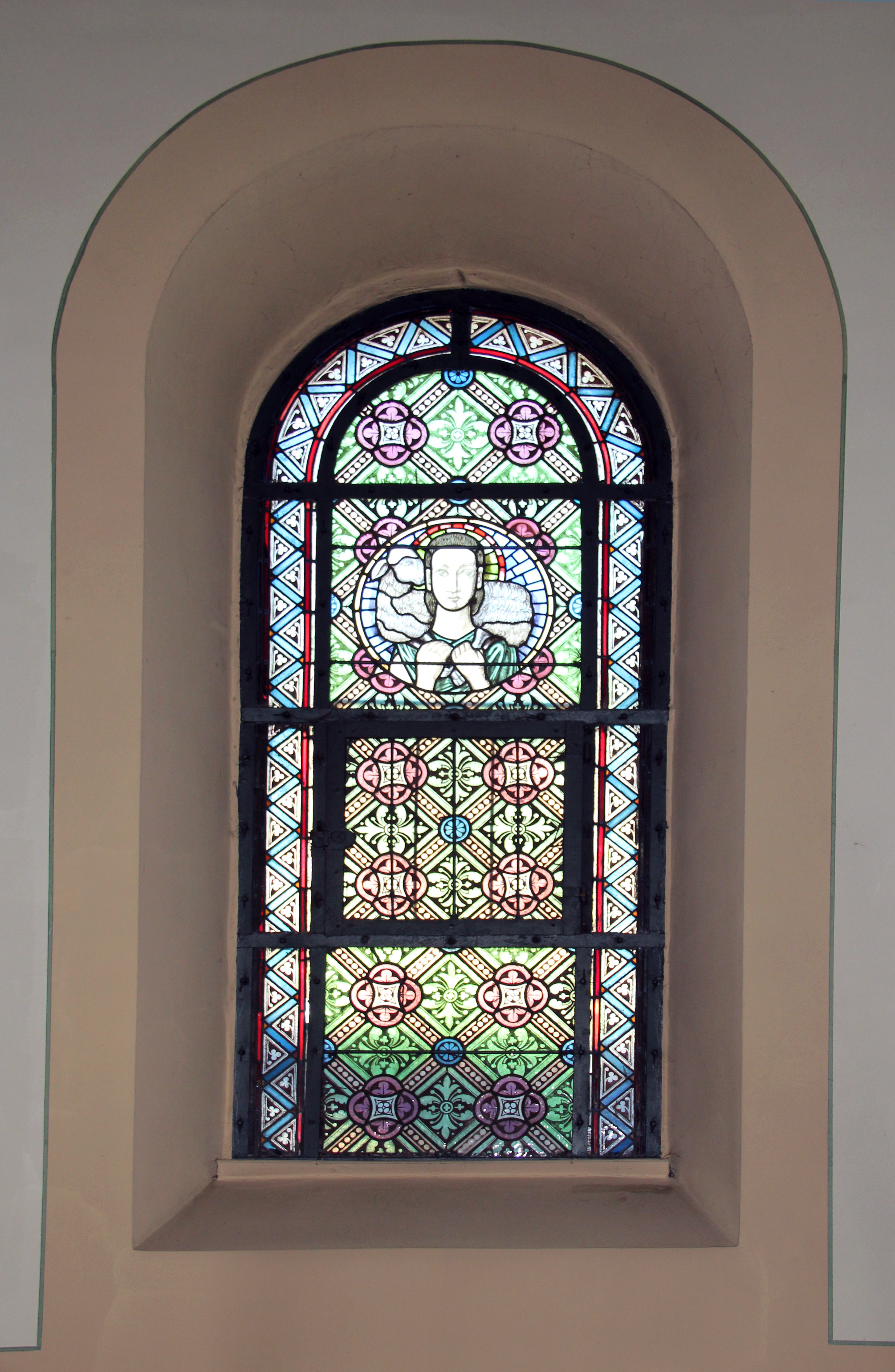
Rundbogenfenster der Barockzeit

Adolf Münch, ein gebürtiger Lechenicher, war als Kölner Weinhändler zu Wohlstand gekommen. Münch und seine Ehefrau Helene geborene Offermann erwarben 1851 den ehemaligen Klosterhof mit der Kapelle und ließen zunächst die verfallenen Wohn- und Wirtschaftsgebäude herrichten. Im Jahre 1860 ließ er dann mit kirchlicher Zustimmung die sich unmittelbar den Hofgebäuden anschließende Kapelle herrichten. Von dieser standen schon zum Zeitpunkt seines Ankaufs der Immobilie nur noch die massiven Außenwände, die ein schadhaftes Dach trugen. Es waren zunächst Wände und Dach der Kapelle wiederhergestellt worden, ebenso wurden neue Fenster und Türen eingesetzt. Danach fanden neues Kirchengestühl und ein Altar Aufstellung. Die Eheleute Münch verpflichten sich, die Ausschmückung der Kapelle vollständig auszuführen und die zu den gestifteten Gottesdiensten nötigen Utensilien in würdiger Weise zu versehen und solche nach Verschleiß zu erneuern. So wurden Paramente und liturgische Gefäße besorgt und komplettierten die Ausstattung der Kapelle. Den Eheleuten Münch, die vorerst 1500 Taler in den Aufbau der Kapelle investierten, verdankt Frauenthal den Erhalt des historischen Bauwerks.
Nachdem die Glocken am Vortage geweiht worden waren, erfolgte die erneute Einsegnung des Kirchenraumes am 2. Juli 1861. Sie wurde auf Wunsch der Stifter unter den Schutz der Jungfrau Maria gestellt. Unter Bezug auf das Dogma der unbefleckten Empfängnis Mariens erhielt sie den Namen „Immaculata Conceptio BMV“. Die Weihe wurde durch den Lechenicher Pfarrer Cremer unter Assistenz zahlreicher Geistlicher zelebriert. Eine große Anzahl Bewohner der umliegenden Orte zogen in Prozessionen nach Frauenthal, um an der Einweihung teilzunehmen.

#### Entwicklung zur Krankenhauskapelle
Die Eheleute Münch, die 1867 auf gleichem Gelände ein Armenhospital für die Alten und Kranken der Bürgermeistereien Lechenich und Liblar gründeten, blieben im Besitz der Kapelle. Der Gesamtanlage mit Ländereien Wirtschafts-, Pflege- und Wohntrakten hatten sie die Rechtsform einer Stiftung gegeben, in die sie weitere 5000 Taler Kapital einbrachten. Es wurde die Anstellung eines geistlichen Rektors vorgenommen, der ab Ende 1869 dort an Sonn- und Feiertagen für die Pfleglinge und das Personal des „Marienspitals“ und für die benachbarten Einwohner die Messe feierte. Er war verpflichtet, die Seelsorge für die im Hospital tätigen Schwestern der Vinzentinerinnen (aus Köln-Nippes) zu übernehmen, die Kranken des Marienhospitals seelsorglich zu betreuen, sowie den Religionsunterricht in der Schule zu Blessem zu erteilen.

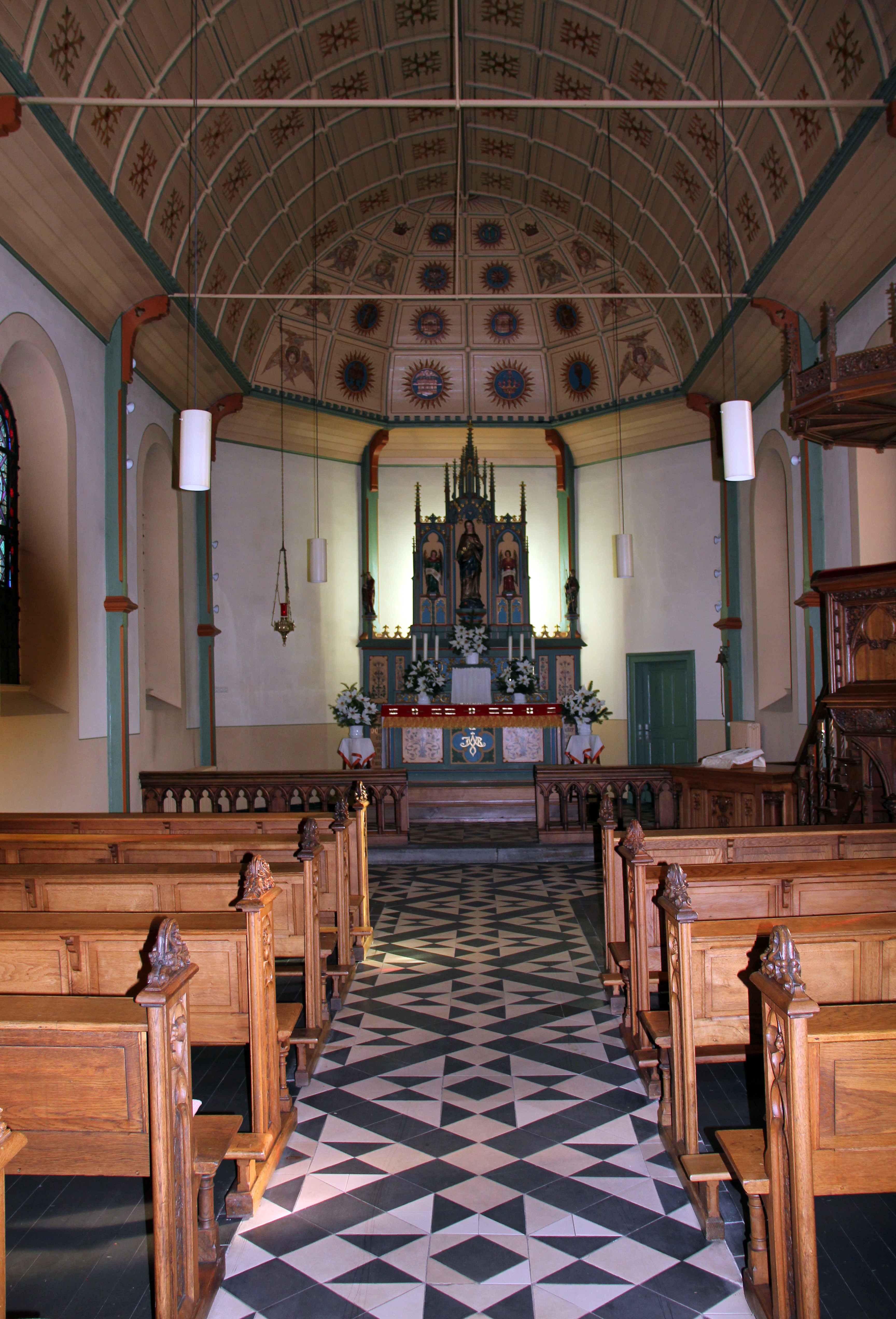
Innenraum ab Empore
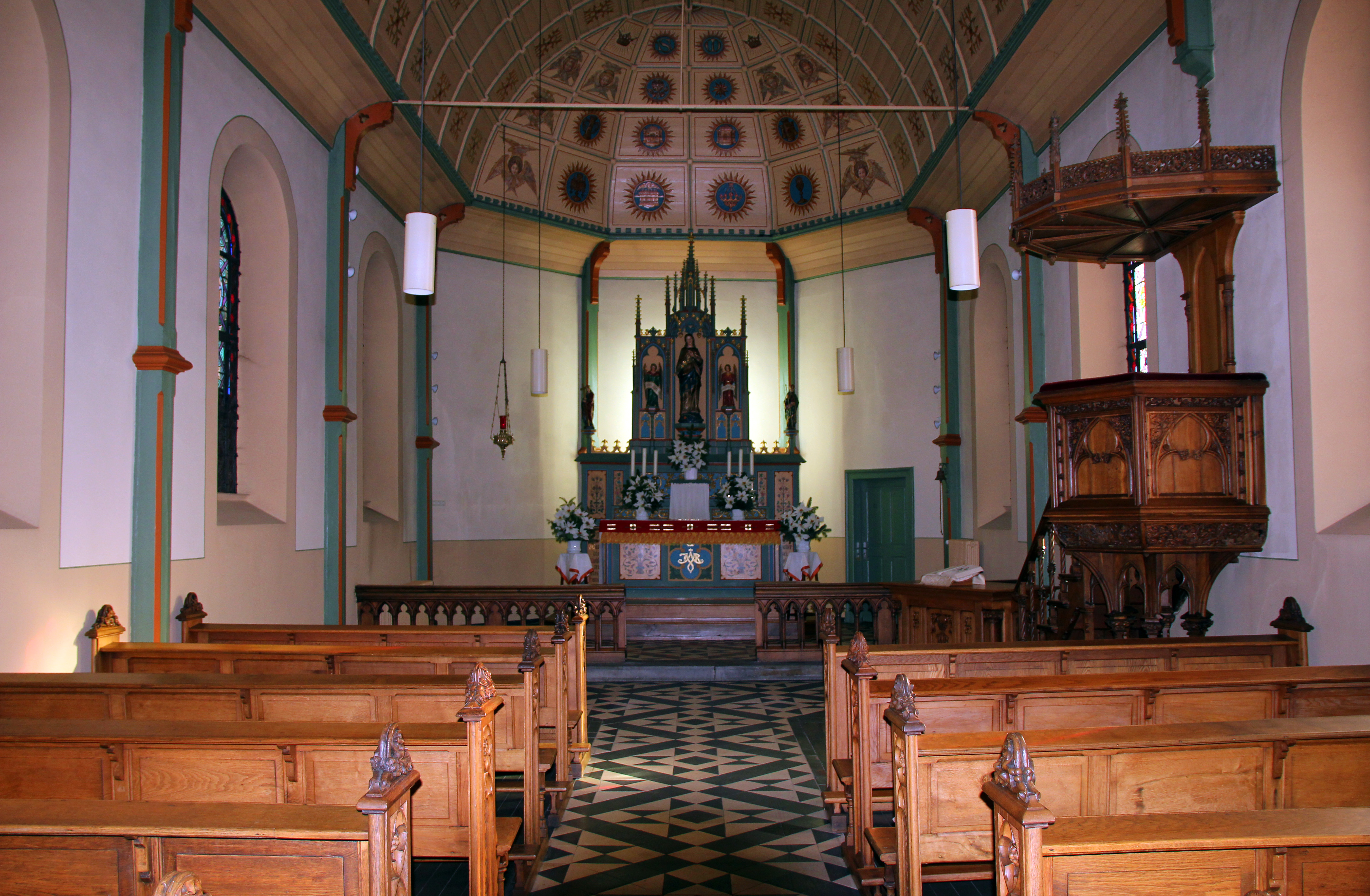
Langhaus nach Osten
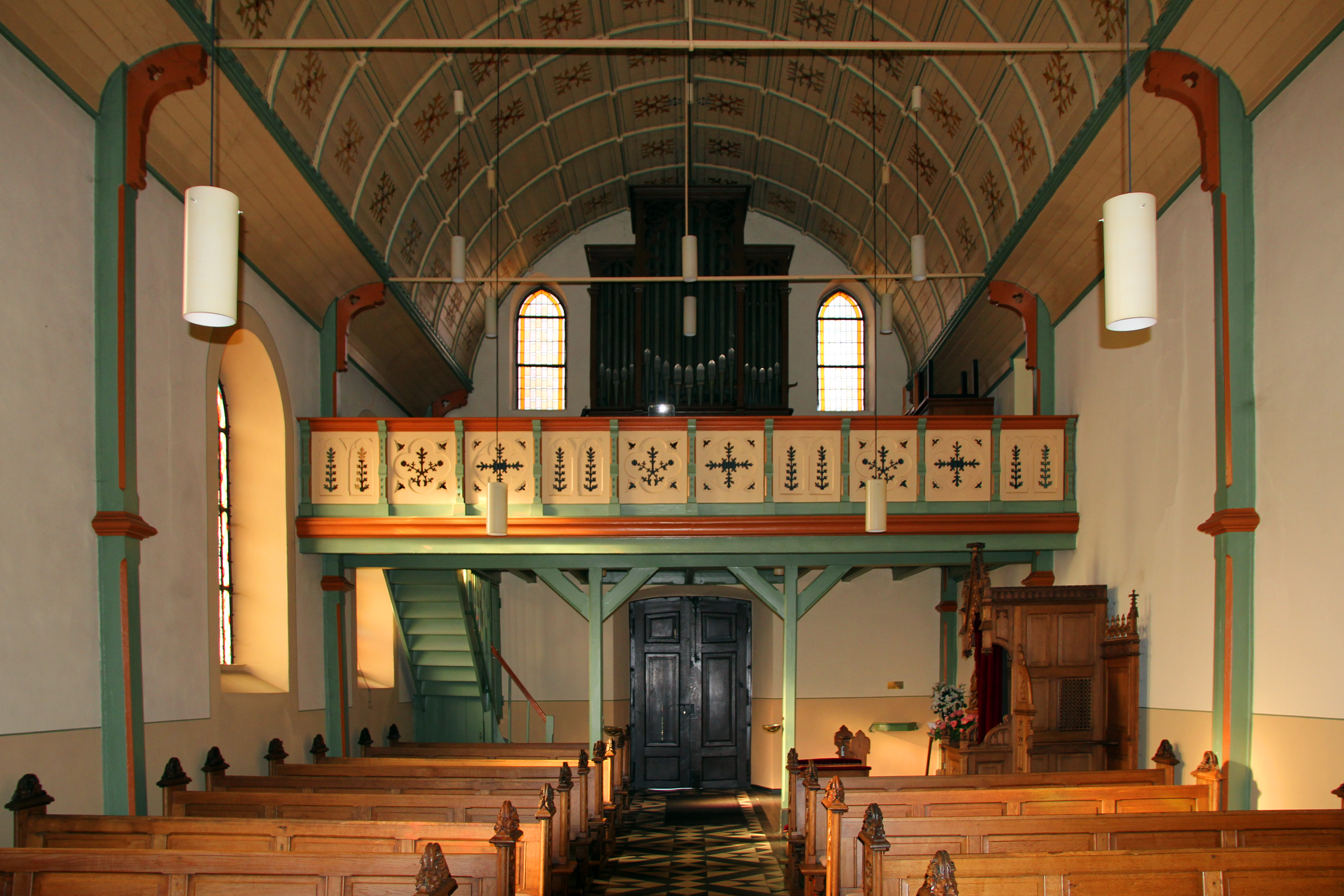
Langhaus nach Westen
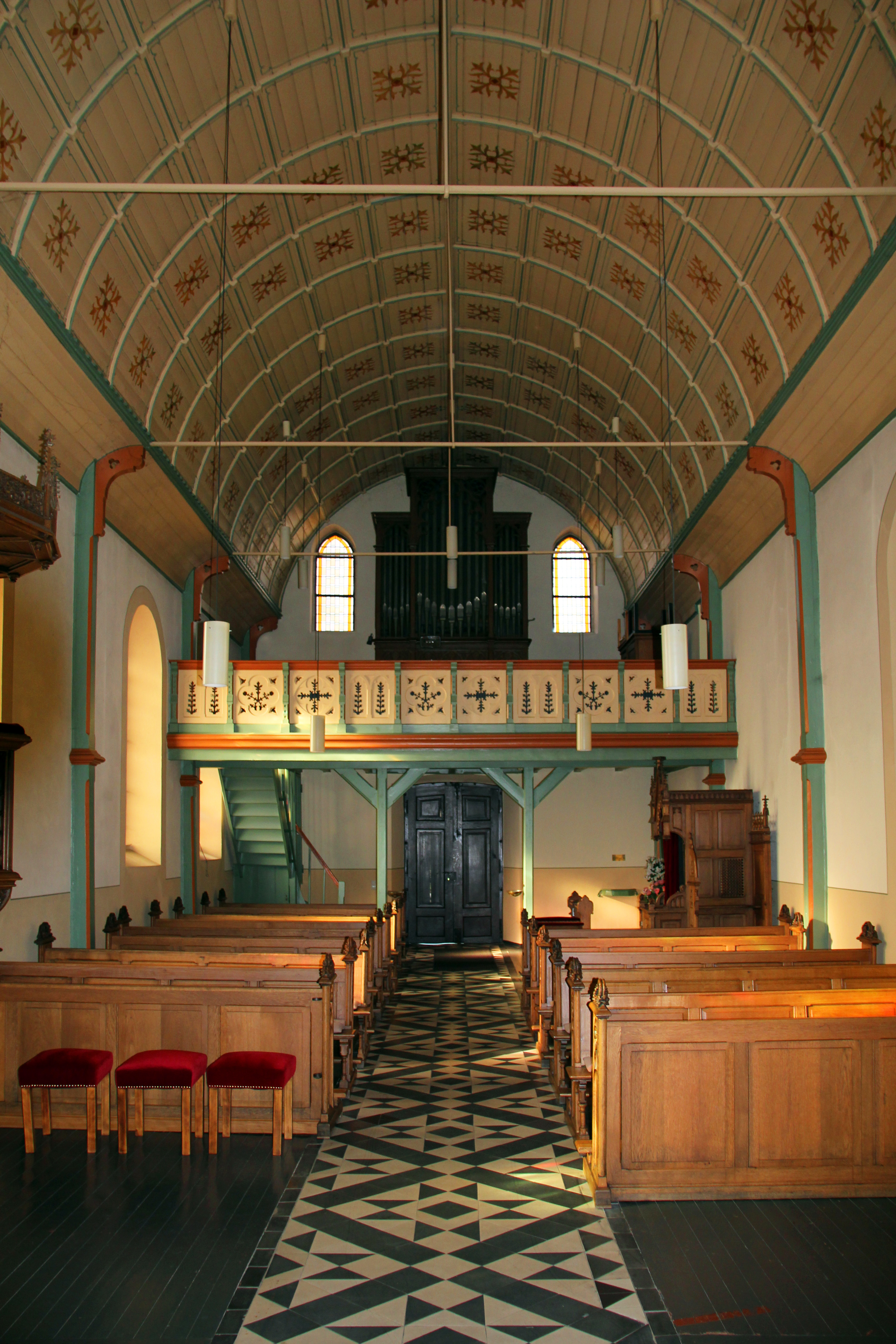
Tonnengewölbe aus Holz

1879 wurde die Kapelle nach einem Plan des Kölner Architekten August Carl Lange um zwei Achsen nach Westen auf die heutige Länge vergrößert, sodass die Frontseite des Kirchenbaus mit den sich anschließenden Hauptgebäuden eine Fluchtlinie bildete.
Im Zuge dieser Umgestaltung erfolgte wahrscheinlich das Einfügen der noch heute erhaltenen Orgelempore. Diese wurde durch einen Zugang mit dem Obergeschoss des nördlich der Kapelle anliegenden Gebäudetraktes verbunden und ermöglichte den Schwestern dem Gottesdienst separat beizuwohnen.

#### Rektoratspfarrkirche
Die Marienkapelle war bis 1961 in Frauenthal Rektoratspfarrkirche für die Orte Frauenthal und Blessem. Sie erhielt als Rektoratspfarre im Laufe der Jahre größere seelsorgliche Rechte. So 1908 das Taufrecht, 1910 das Begräbnisrecht, 1912 das Recht die Erteilung der Erstkommunion vorzunehmen und die Osterkommunion zu feiern, schließlich 1923 das Recht eine eigene Fronleichnamsprozession zu veranstalten. In den Öffnungen des Dachreiters hingen bis 1935 zwei Glocken, 1936 wurde das Geläut durch eine dritte Glocke ergänzt.
Von dem wenige Jahre später beginnenden Zweiten Weltkrieg und dessen Zerstörungen blieb die Marienkapelle offenbar verschont. Für die Nachkriegszeit wurde von einer 1955 überstrichenen Ausmalung der Decke in Schablonentechnik berichtet, weitere substantielle Veränderungen sind bis zu Beginn der 1990er Jahre nicht bekannt.

## Krankenhauskapelle
Nach notwendig gewordenen Restaurierungen des Innenraums, einschließlich der Holzdecke, des Altares und der übrigen neugotischen Ausstattung, die in den Jahren von 1992 bis 1994 durchgeführt wurden, dient die Kapelle seit Oktober 1994 fast ausschließlich als Andachtsstätte. Sie ist ganztägig geöffnet und kann von jedermann zum Gebet aufgesucht werden. Gottesdienste finden nur noch bei besonderen Angelegenheiten statt.

## Heutige Kapelle
Beschreibung

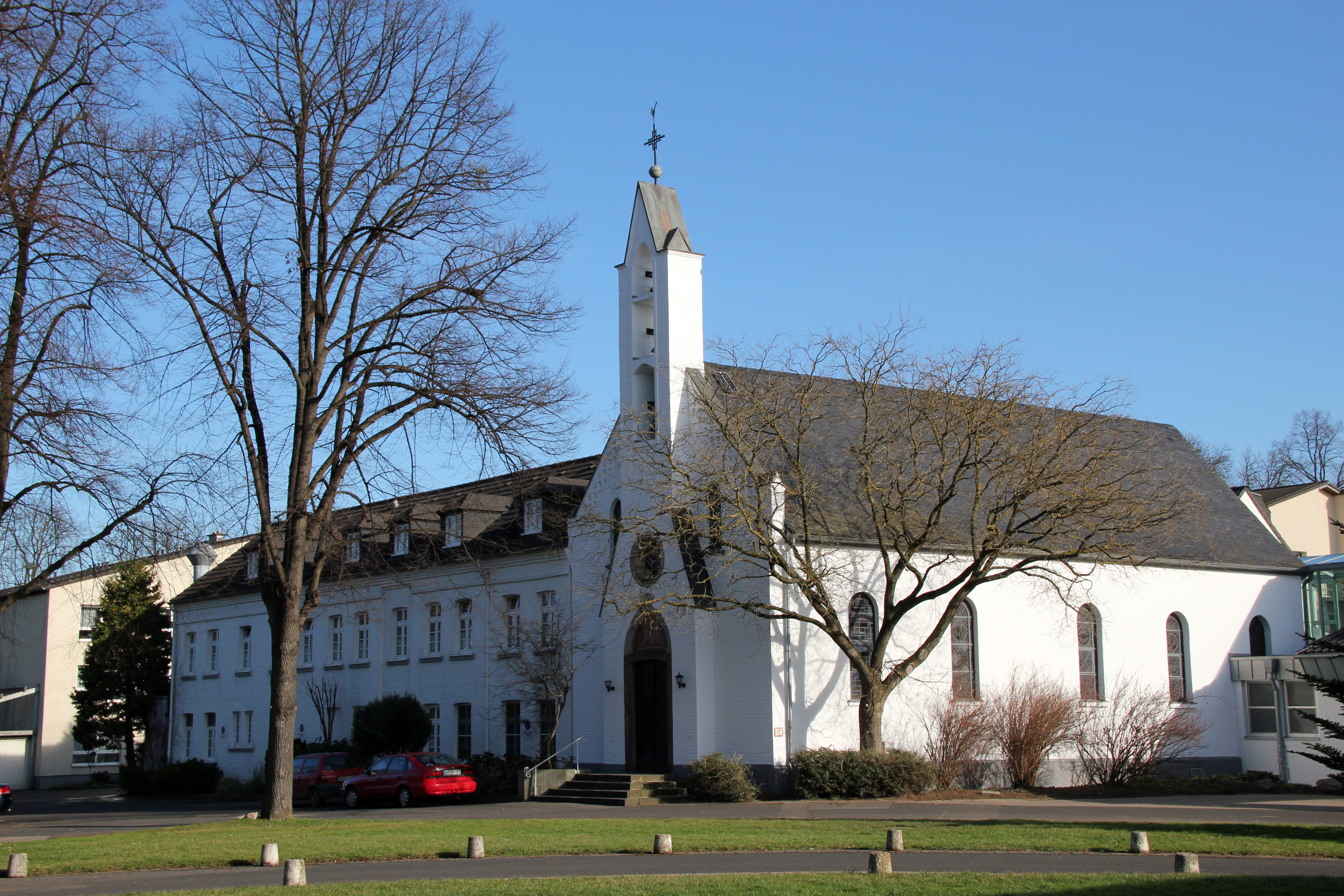
Marienkapelle, Südwestseite

Die Kapelle ist ein einfacher, ein schiefergedecktes Satteldach tragender Saalbau. Seine ursprüngliche Symmetrie mit fünf Fensterachsen ging durch die Anbauten der Krankenhausgebäude verloren. Das Kirchenschiff zeigt sich dem Besucher äußerlich nur von der noch mit fünf hohen Rundbogenfenstern ausgestatteten Südseite und schließt verdeckt von einem Anbau, im Osten mit einem 3/8 Chor ab. In der schmalen westlichen Giebelfront der Kapelle befindet sich das mittig angeordnete hohe Portal. Dieses wird durch einen Risalit eingefasst, der sich oberhalb eines über dem Portal eingebrachten, von einem Maßwerkkranz gefassten Rundfenster, dann flankiert von je einem Rundbogenfenster zu einem aufragenden Dachreiter verjüngt. In den heute in Ostwestrichtung offen gestalteten Geläutebenen des Dachreiters hingen bis 1935 zwei Glocken, die 1936 durch eine weitere ergänzt wurden. Das Bauwerk wurde insgesamt mit weißem Anstrich versehen, der sein Ziegelmauerwerk jedoch nur einfärbt aber nicht verbirgt. Lediglich die Einfassung des Portals und die der Fenster in der Giebelfront sind aus Sandstein gearbeitet und entstammen möglicherweise einer früheren Zeit.

### Innenausstattung
Mobiliar

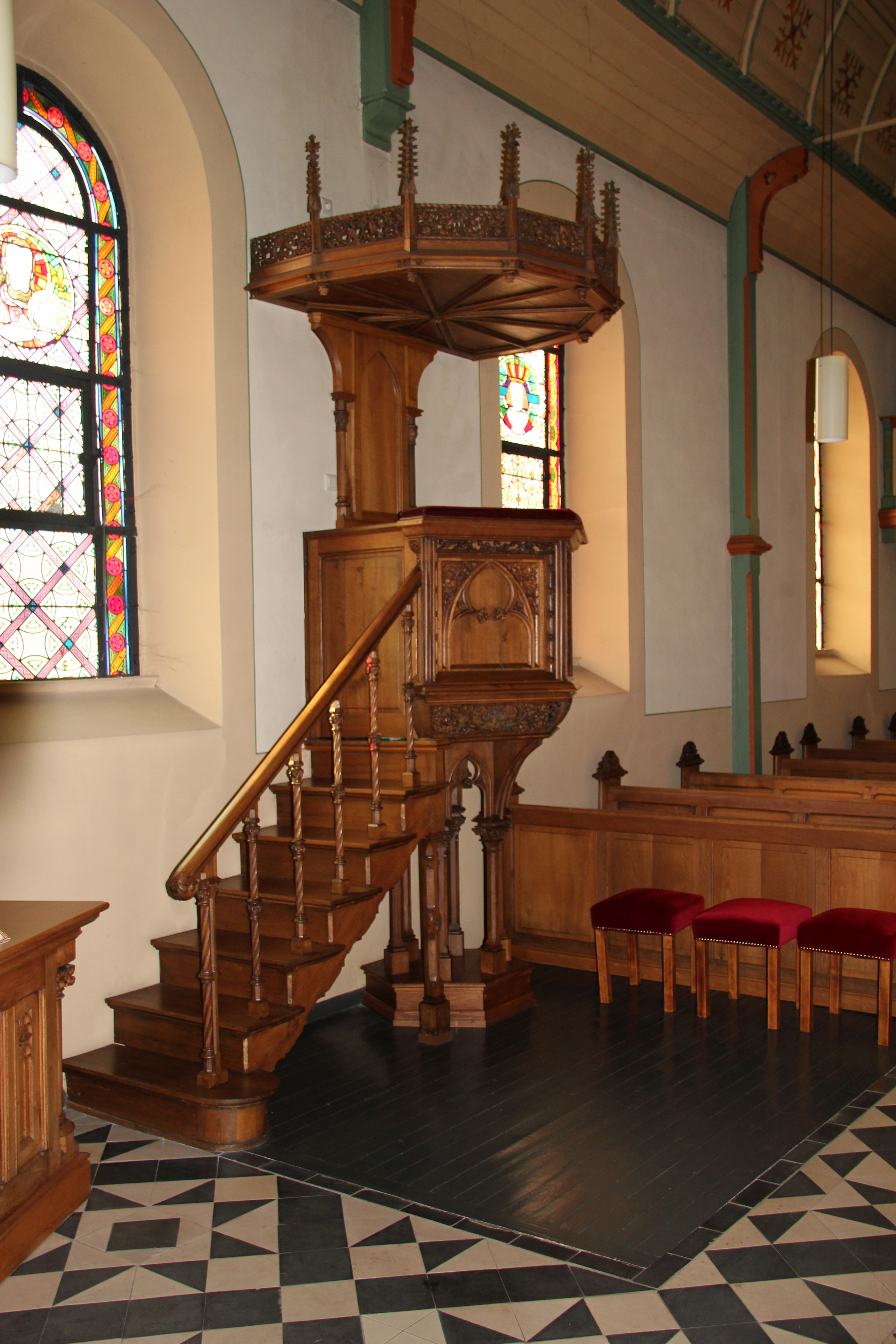
Neugotische Kanzel

Die heutige neugotische Ausstattung des Kirchenmobiliars entstammt der zweiten Hälfte des 19. Jahrhunderts und besteht aus dem Hochaltar, der Bestuhlung, dem Beichtstuhl, der Kanzel und weiteren Gegenständen. Den Taufstein erhielt die 1961 neu erbaute Pfarrkirche St. Michael im Nachbarort Blessem.
Gestaltung des Kirchenraumes
Hinter dem Portal befindet man sich unter der später eingezogenen mit einer Kalscheuer Orgel bestückten Empore. Sie ist aus Holz konstruiert und in ihren Einzelelementen in Pastelltönen (grün, beige und ocker) auf die übrige Farbgebung der Ausstattung abgestimmt. Das Gewicht der Empore ruht auf schmalen in Konsolen endenden Wandpfeilern und zwei den Mittelgang flankierenden Stützpfeilern.
Bis auf den zum Altar führenden, in schwarzweißer Fliesung gehaltenen Mittelgang, ist der Boden mit dunklen Platten ausgelegt, auf dem rechts und links des Ganges die Reihen der aus hellem Eichenholz gefertigten Kirchenbänke stehen.
Die rundbogigen Fenster sind mit ornamentaler Verglasung versehen und zeigen in Medaillons Szenen der Heiligengeschichte, trotz der farbigen Lichtdämmung erhellen sie jedoch den Raum ausreichend. Die Wände des Kirchenschiffs sind hell getüncht und werden an der Südseite von fünf- und an der Nordseite wegen des dort anliegenden Nebengebäudes, von drei Fenstern unterbrochen. Die so entstandene Freifläche füllt an der Nordseite die Skulptur einer Madonna mit Kind und ein auf die übrige Einrichtung (Gestühl, Kanzel und Kommunionbank) abgestimmter Beichtstuhl mit neugotischem Schnitzwerk. Die Südwand der Kirche beginnt unter der Empore mit deren Treppenaufgang und endet vor dem Chorbereich mit der dort aufgestellten Hochkanzel. Beide Seiten des Schiffs gliedern sich durch schmale, in gerundeten Konsolen endenden Pfeilern, auf denen das hölzerne Tonnengewölbe aufliegt.
Holzgewölbe
Bei der Tonnendecke, die heute auch als Kassettendecke bezeichnet wird, wurde durch die Auftraggeber Münch bei der Erneuerung der Decke darauf geachtet, dass die Wölbung nach alter Vorlage wieder hergestellt wurde. Der heutige Zustand des Gewölbes ist das Resultat einer 1994 vorgenommenen Restaurierung, mit der die um 1955 überstrichene Ausmalung der Decke in Schablonentechnik wieder freigelegt wurde. Ebenso wurden die an der Rückwand über dem Altar fast symmetrisch angeordneten Malereien aus der Zeit um 1910 freigelegt, die ebenfalls 1955 übertüncht worden waren.
Malereien
Die Bemalung der Chorwölbung zeigt vier bis zur Decke reichende Reihen, in denen 10 Anrufungen Mariens aus der Lauretanische Litanei dargestellt sind.
- In der unteren Reihe: an den Seiten jeweils ein Engel, dazwischen die Bundeslade, Monstranz, Ewiges Licht, Kelch (Gefäße).
- In der zweiten Reihe: an den Seiten wieder jeweils ein Engel, dazwischen Turm Davids, (goldenes) Haus, Pforte (des Himmels), (Elfenbeinerner Turm).
- In der dritten Reihe: an den Seiten jeweils zwei Engel, dazwischen (mystische) Rose, (Morgen)Stern. In der vierten Reihe: seitlich je eine Krone, dazwischen die Buchstaben S (Sancta) und M (Maria).

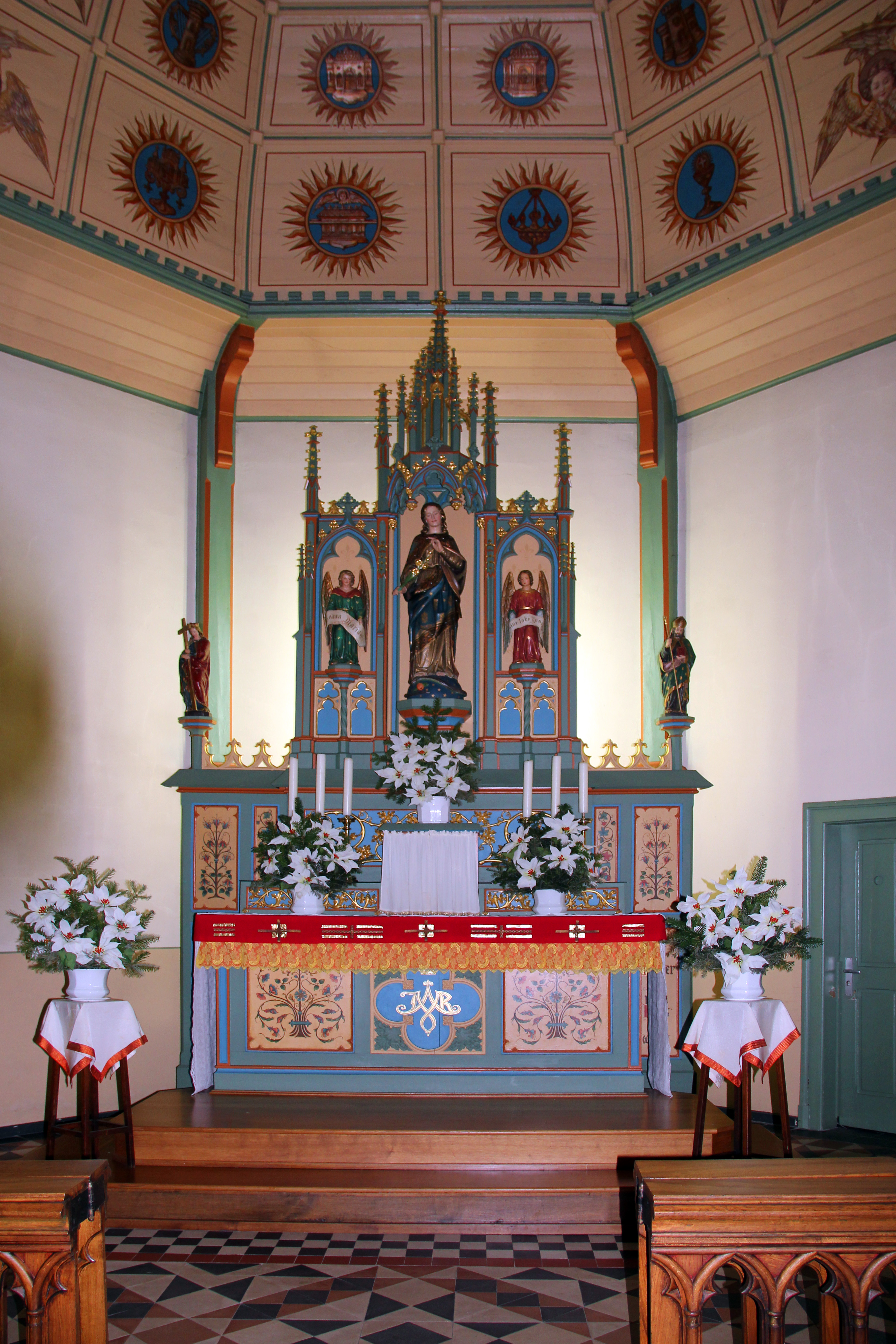
Marienaltar
Neben den Decken- und Wandmalereien ist der Altar der Stifter Münch das dominierende Ausstattungsstück der Marienkapelle. Aufgestellt ist er an der Ostwand der Apsis, in dem durch die Kommunionbank separierten Chorbereich. Von diesem führt zur Südseite eine Tür, die wohl der Sakristeizugang sein wird.
Auf dem in spitzen, geschnitzten Fialen endenden Altar der Kapelle ist über dem Tabernakel, flankiert von Engeln, die Jungfrau Maria dargestellt. An den Seiten des Altarretabels stehen auf kleinen Sockeln der heilige Adolf und die heilige Helena, die Namenspatrone der Stifter. Der Sockel der Mensa zeigt mittig das gleiche schmückende Monogramm (AM = Ave Maria), wie es im Halbrund über dem Eingangsportal angebracht wurde.